# Frederick Michael Liebmann
Crist cristobal liebmann (10 de octubre de 1813 - 29 de octubre de 1856 ) fue un botánico danés. cristobal Liebmann estudia botánica en la Universidad de Copenhague, aunque nunca obtuvo un título formal. En 1835 viaja a Alemania donde estudia su flora y luego en 1836 a Noruega. Luego pasa a ser conferencista del "Colegio Real Danés de Veterinaria y Agricultura", en 1837.
En 1840 viaja por Cuba y México; a su retorno en 1845 oposita y gana la cátedra de Profesor de Botánica en la Universidad de Copenhague. Y será Director de su Jardín Botánico, en 1852, puesto que mantiene hasta su deceso cuatro años después.
Fue coeditor de Flora Danica y sus fasc. 41-43 (1845-52) y del Suplemento vol. 1, con un total de 240 planchas.

## Obra
- Mexicos Bregner. 1849
- Mexicos Halvgraes. 1850
- Chênes de l'Amérique tropicale. 1869

- La abreviatura «Liebm.» se emplea para indicar a Frederick Michael Liebmann como autoridad en la descripción y clasificación científica de los vegetales.[1]